# Слідчий (фільм, 1973)
«Слідчий» («Следователь») — радянський фільм 1973 року, знятий режисером Феліксом Глямшиним, знятий на замовлення МВС СРСР.

## Сюжет
Ігровий навчальний фільм на замовлення МВС СРСР. Слідчий із особливо важливих справ, підполковник міліції Андрій Андрійович Басов приїжджає з Москви розслідувати справу з пограбування каси.

## У ролях
- Євген Буренков — Андрій Андрійович Басов, слідчий з особливо важливих справ, підполковник міліції
- Анатолій Чарноцький — капітан Свєшников
- Володимир Січкар — Олексій Сазонов
- Фелікс Глямшин — Віктор Смирнов
- Петро Омельченко — генерал
- Юрій Баталов — Московцев
- Серафим Міліцин — сторож
- Леонід Бєлозорович — лейтенант

## Знімальна група
- Режисер — Фелікс Глямшин
- Сценарист — Агнесса Григорян
- Оператор — А. Китайка
- Художник — В. Грибов